# راجر فرای
راجر الیوت فرای (انگلیسی: Roger Eliot Fry؛ ۱۴ دسامبر ۱۸۶۶ – ۹ سپتامبر ۱۹۳۴)، نقاش، استاد دانشگاه کمبریج، عضو گروه بلومزبری، و منتقد هنری اهل انگلستان بود.

## نگارخانه

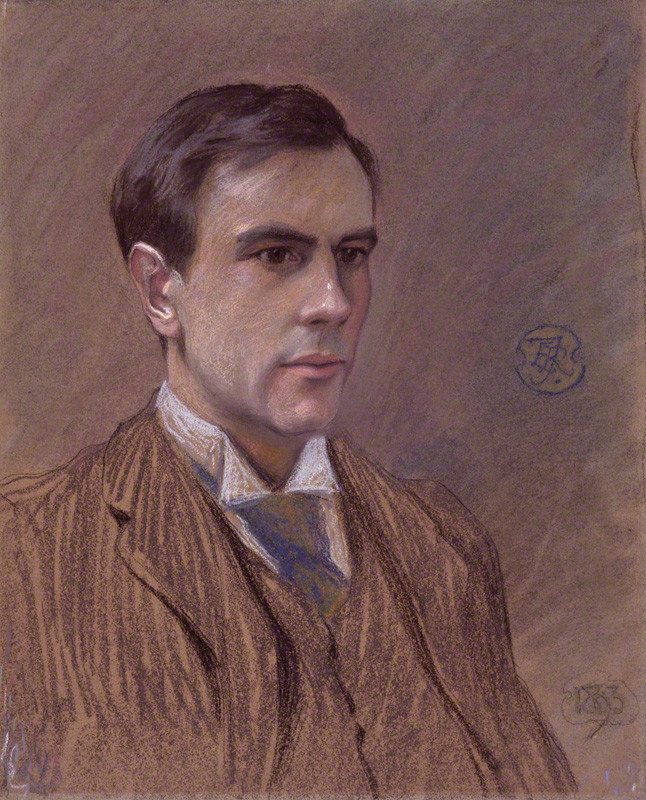
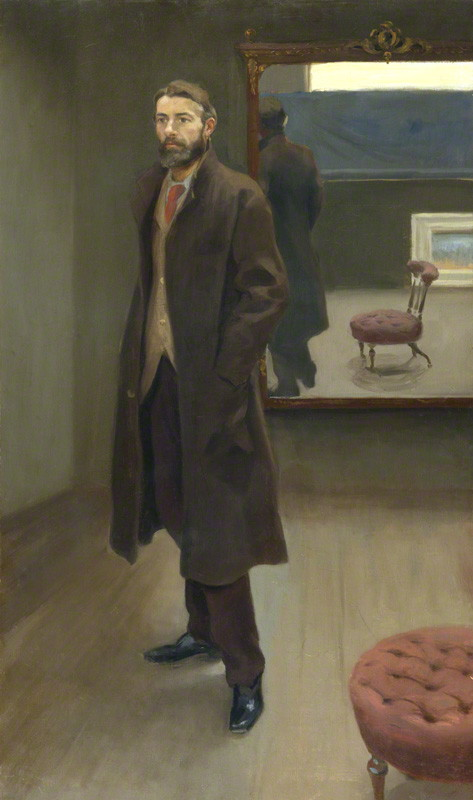
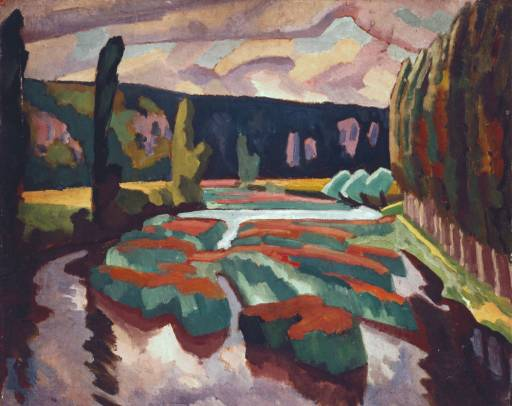
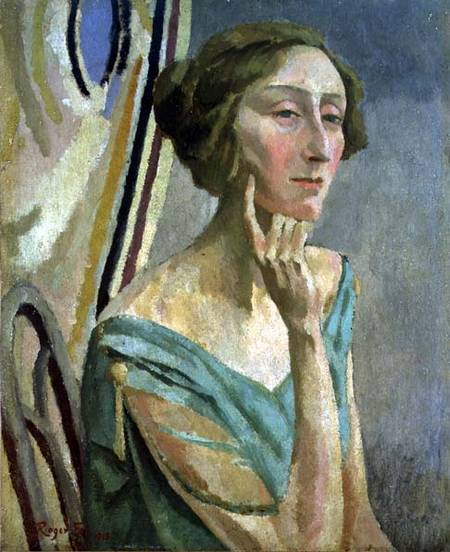
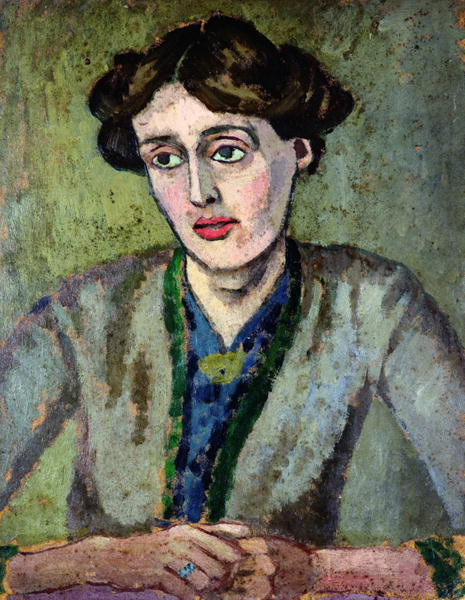
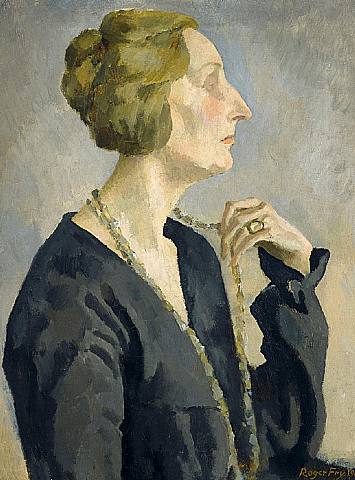
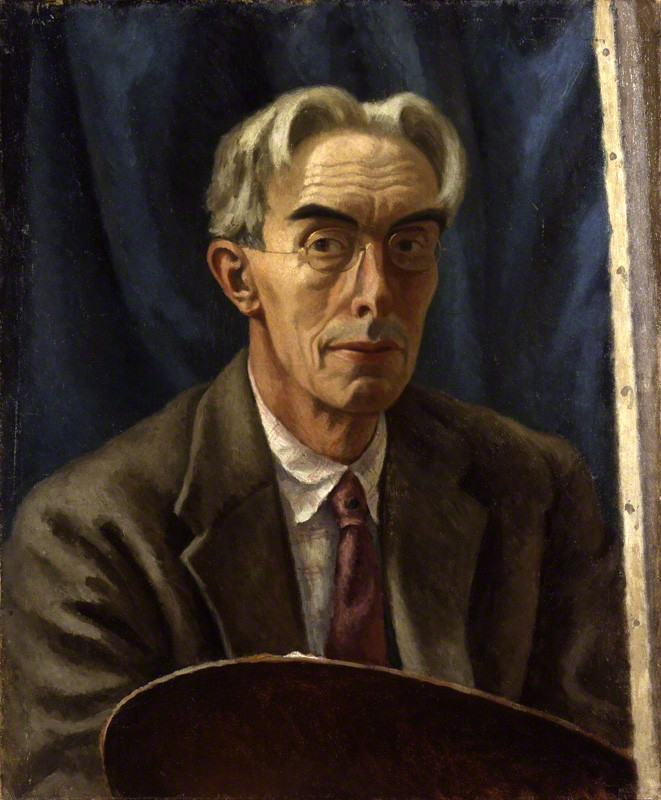